# Gusztáv Juhász
Gusztáv Juhász (Temeschwar, atual Timisoara - 19 de dezembro de 1911 - Nova York, 20 de janeiro de 2003) foi um futebolista romeno que competiu na Copa do Mundo FIFA de 1934.